# Oona Airola
Oona Airola, född 13 juli 1988 i Karleby, är en finländsk skådespelare.
Sarkola har bland annat medverkat i filmerna Den lyckligaste dagen i Olli Mäkis liv, Tytöt tytöt tytöt och Fyra små vuxna.

## Filmografi (i urval)
- 2016 – Den lyckligaste dagen i Olli Mäkis liv
- 2022 – Tytöt tytöt tytöt
- 2023 – Fyra små vuxna